# 다카자키정
다카자키정(高崎町)은 미야자키현 중앙부에 있던 정으로, 기타모로카타군에 속했다. 현재의 미야코노조시에 해당한다.

## 역사
- 1889년 5월 1일 - 정촌제 시행에 수반해 기타모로카타군 다카자키촌이 성립하였다.
- 1940년 2월 11일 - 정으로 승격해, 다카자키정이 되었다.
- 2006년 1월 1일 - 미야코노조시·야마노쿠치정·다카조정·야마다정과 합병해, 새로운 미야코노조시가 성립하였다, 동일 다카자키정은 폐지되었다.

## 교통

### 철도
- 규슈 여객철도
  - 깃토 선

### 도로
- 국도 221호선